# Rocca Patanua
La Rocca Patanua (2.409 m s.l.m.) è una montagna delle Alpi Graie che si trova in Valle di Susa. La punta appartiene al territorio comunale di Condove (TO).

## Toponimo
Patanua in piemontese significa nuda; ciò fa probabilmente riferimento all'aspetto del versante orientale della montagna che, data l'esposizione e la ripidità, rimane spesso spoglio di neve anche in pieno inverno.

## Descrizione

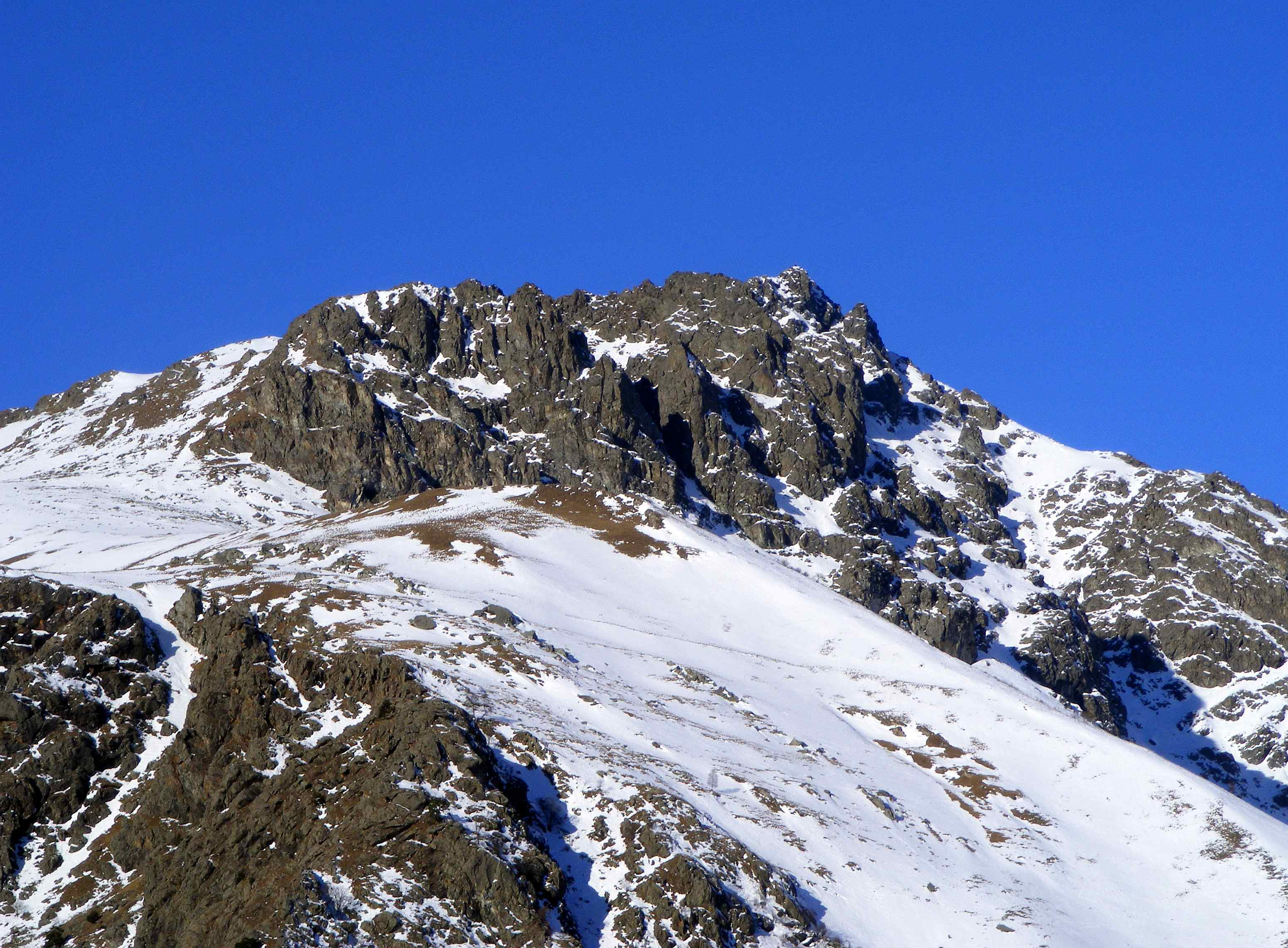
La montagna innevata dal truc Censurano (Condove)

La montagna è situata su una dorsale che, dipartendosi dallo spartiacque tra valle di Viù e valle di Susa, separa due valloni laterali di quest'ultima bagnati rispettivamente dal rio Pissaglio (a ovest) e dal torrente Gravio.
Sulla cima si trova il punto geodetico trigonometrico dell'IGM denominato Rocca Patanua (055094).

## Salita alla vetta
La vetta può essere salita con partenza dalla cappella di Prarotto (1.437 m s.l.m.) percorrendo un sentiero che raggiunge l'Alpe Formica e si tiene poi a breve distanza dal costolone spartiacque Pissaglio/Gravio. L'accesso diretto al punto culminante richiede il superamento sul filo di cresta di una balza di rocce rotte (II grado) oppure la salita per il versante sud-ovest per erba e detriti.
Il sentiero che sfiora la vetta prosegue in direzione della Punta Lunella.
Anche per l'accesso invernale scialpinistico si parte in genere da Prarotto e si sale a breve distanza dal costolone Pissaglio/Gravio raggiungendo una spalla poco al di sotto della cima; la salita al punto culminante è più delicata e va effettuata con i ramponi.

## Storia
Nel 1923 un incidente alpinistico sulle pendici della montagna costò la vita ai tre alpinisti Piero Costantino, Sergio Noci e Francesco Stura, ai quali vennero in seguito dedicati tre dei quattro torrioni che compongono i Rochers Cornus (nei pressi di Bardonecchia).

## Cartografia
- Cartografia ufficiale italiana dell'Istituto Geografico Militare (IGM) in scala 1:25.000 e 1:100.000, consultabile on line
- Istituto Geografico Centrale - Carta dei sentieri e dei rifugi scala 1:50.000 n. 2 Valli di Lanzo e Moncenisio
- Fraternali editore - Carta dei sentieri e stradale scala 1:25.000 n.4 Bassa valle Susa Musinè val Sangone collina di Rivoli